# 1502
1502 (MDII) var ett normalår som började en lördag i den julianska kalendern.

## Händelser

### Januari

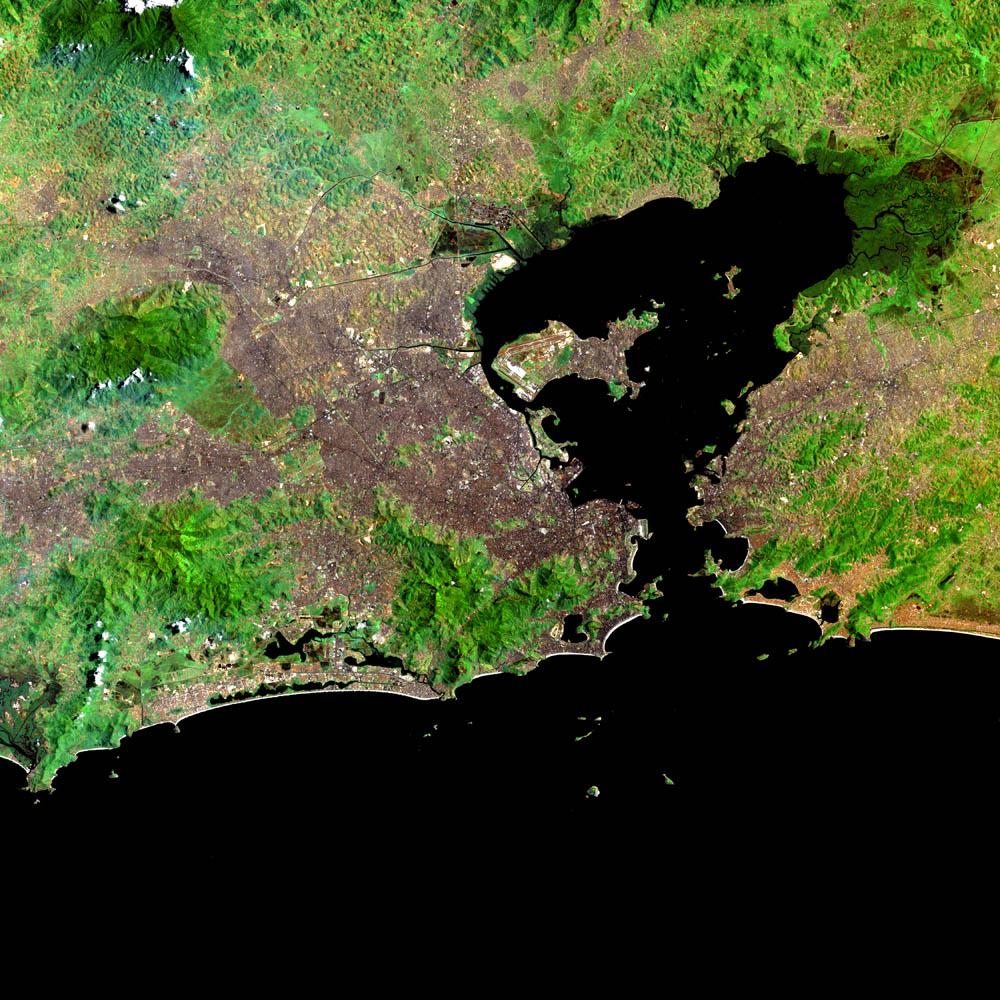
Rio de Janeiro

- 1 januari – Portugisiska upptäcktsresande ledda av Pedro Álvares Cabral, seglar in i Guanabaraviken, misstar den för en flodmynning, som de kallar Rio de Janeiro.[1]

### Maj
- 6 maj – Kung Hans gemål Kristina av Sachsen tvingas, i och med Stockholms dagtingan, uppge Stockholm som belägrats av Hemming Gadh.
- 21 maj – Amiral João da Nova upptäcker Sankta Helena, som han gör anspråk på för Portugal.[2]

### Augusti
- 10 augusti – Sten Sture den äldre ger stapelstadsrättigheter (fulla rättigheter för import och export från och till utlandet) åt Stockholm.

### Okänt datum
- Svenskar och danskar krigar vid norska gränsen. Svenskarna intar Tønsberg och Akershus, men tvingas senare ge upp fästena.
- Danske prinsen Kristian (II) infaller i Västergötland och bränner fästningen Älvsborg. Han tvingas emellertid retirera till Norge.
- Hans riktar ett anfall mot Stockholm, men tvingas retirera. På hemvägen härjar hans trupper Sverige.
- Tysken Peter Henlein tillverkar det första fickuret.
- Paracelsus upptäcker grundämnet väte.
- Jakob Nufer utför det första kända kejsarsnittet på en levande kvinna.
- Spanien ställer som krav att morerna ska omvända sig från islam till kristendomen för att få stanna i landet. Även de morer som låter döpa sig terroriseras dock av inkvisitionen.
- Christofer Columbus gör sin fjärde resa och sista resa och upptäcker det som idag är Honduras och Panamas östkust.
- Italienaren Amerigo Vespucci, som gjort två resor till det av Christofer Columbus nyupptäckta "västra Indien", hävdar att det är en helt ny världsdel man har funnit och inte Östasien. Världsdelen Amerika namnges senare efter Amerigo Vespucci.
- Montezuma II utvidgar aztekernas rike över större delen av Centralamerika.
- En påvebulla ger portugiserna monopol på sjövägen till Indien. Portugisen Vasco da Gama beskjuter staden Calicut och förintar en arabisk handelflotta i hamnen.

## Födda
- 1 januari – Gregorius XIII, född Ugo Boncompagni, påve 1572–1585.
- 17 juli – Lady Janet Stewart, skotsk älskarinna och guvernant, oäkta dotter till Jakob IV av Skottland.
- 14 september – Ludvig II av Pfalz-Zweibrücken.
- Pieter van Aelst, flamländsk konstnär.
- Atahualpa, den sista härskaren av Inkariket.
- Jakob Bagge, svensk amiral och ståthållare på slottet Tre Kronor i Stockholm.
- Johan III av Portugal, portugisisk kung.
- Pedro Nunes, portugisisk matematiker.

## Avlidna
- 2 april – Arthur, prins av Wales.
- Erik Eriksson (Gyllenstierna) d.y., svenskt riksråd.
- Hedvig Jagellonica, polsk prinsessa.
- Giustina Rocca, italiensk jurist.

### Fotnoter
1. ↑  Geografiens och de geografiska upptäckternas historia 1899
2. ↑  World Statesmen (läst 3 april 2011)